# Abbaye de Fermoy
L'abbaye de Fermoy (en irlandais Mainistir Fhear Maighe) est une ancienne abbaye cistercienne située à Fermoy, ville à laquelle elle a donné son nom.
Fondée en 1170 à l'initiative de Domnall Mor O'Brien, elle est fermée en  1540 par la dissolution des monastères. Elle est par la suite totalement détruite.

## Localisation
L'abbaye était située sur la rive méridionale, c'est-à-dire gauche, de la Blackwater, dans la ville de Fermoy qui a été ensuite fondée sur ses ruines. La partie la plus septentrionale du monastère correspondait à l'actuel Ashe Quay

## Histoire

### Fondation et toponymie
L'abbaye est fondée en 1170 par Domnall Mor O'Brien, qui y fait venir des moines d'Inislounaght. Son nom initial est Castrum Dei, soit « le camp de Dieu » ou « place forte de Dieu ».
Rapidement, l'abbaye prend le nom irlandais de Mainistir Fhearmui, ou « monastère des hommes de la plaine libre », anglicisé par la suite en Fermoy.

### Moyen Âge
Comme son abbaye-mère et la plupart des abbayes-filles directes et indirectes de Mellifont, Fermoy est impliquée dans la conspiration du même nom, menée par les moines irlandais inquiets de l'impérialisme culturel et religieux des clercs normands. Ce conflit est particulièrement fort à Fermoy, où l'abbé anglo-normand nommé par Étienne de Lexington en remplacement de l'abbé irlandais qu'il a déposé est assassiné au bout de trois ans, très probablement par les moines de la communauté.

### Déclin et dissolution
Le monastère est particulièrement pauvre à la fin du Moyen Âge, après une longue période d'endettement au cours du XIVe siècle. En 1467, l'abbé écrit au pape pour lui signaler que les bâtiments menacent ruine, du fait du manque de moyens et de la guerre. En 1535, lors de l'inventaire qui précède la dissolution, le revenu potentiel annuel de l'abbaye est estimé à vingt-quatre livres seulement ; du fait du contexte peu favorable, le revenu réel est de deux livres en tout et pour tout. À cette date, l'abbatiale est utilisée depuis longtemps comme église paroissiale, et les bâtiments conventuels comme exploitation agricole.
Après la dissolution, le monastère passe successivement entre les mains de Rote de Fermoy, de Richard Grenville, de Lionel Cranfield et de Robert Boyle. En 1791, John Anderson (en) fonde officiellement la ville de Fermoy ; les quelques restes de l'abbaye sont alors définitivement détruits,.

## L'abbaye
Il ne reste rien de l'abbaye proprement dite. Cependant, certains des aménagements monastiques subsistent, et quelques noms rappellent l'existence du monastère.
En particulier, le déversoir sur la Blackwater est réputé avoir été construit pour la première fois par les cisterciens, sans doute très peu de temps après leur installation. Les moines gèrent alors également un bac permettant la traversée du cours d'eau.
Une promenade pédestre de la ville se nomme Barnane Walk, ce qui semblerait faire référence à Bernard de Clairvaux. Une rue perpendiculaire au quai, à proximité du déversoir, se nomme Abbey Street.

### Articles liés
- Ordre cistercien
- Liste d'abbayes cisterciennes en Irlande